# كارل يورجنسن (لاعب كرة قدم)
كارل يورجنسن (بالإنجليزية: Carl Jorgensen)‏ هو لاعب كرة قدم نيوزيلندي، ولد في 3 أكتوبر 1972 في نيوزيلندا. شارك مع منتخب نيوزيلندا لكرة القدم.